# Roark Township
Roark Township est un ancien township du comté de Gasconade dans le Missouri, aux États-Unis,.
Le township est fondé en 1834 et baptisé en référence à une famille locale du même nom.

## Source de la traduction
- (en) Cet article est partiellement ou en totalité issu de l’article de Wikipédia en anglais intitulé « Roark Township, Gasconade County, Missouri » (voir la liste des auteurs).